# Comuna Kaceanove, Hadeaci
Kaceanove (în ucraineană Качанове) este o comună în raionul Hadeaci, regiunea Poltava, Ucraina, formată din satele Kaceanove (reședința), Novoselivka și Radeanska Dacea.

## Demografie
Componența lingvistică a comunei Kaceanove
     Ucraineană (97,01%)
     Rusă (2,88%)
     Alte limbi (0,11%)
Conform recensământului din 2001, majoritatea populației comunei Kaceanove era vorbitoare de ucraineană (97,01%), existând în minoritate și vorbitori de rusă (2,88%).